# Nodahanshin (metropolitana di Osaka)
Nodahanshin (野田阪神駅?, Nodahanshin-eki) è una stazione della Metropolitana di Osaka situata nell'area ovest della città, situata lungo la linea Sennichimae. Si tratta del capolinea nord di quest'ultima.

## Struttura
La stazione è dotata di due marciapiedi laterali con due binari sotterranei.
| 1 | Linea Sennichimae |  | per Namba, Tsuruhashi e Minami-Tatsumi |
| 2 | Linea Sennichimae |  | Binario di attestamento                |

## Stazioni adiacenti
| «                 | Servizio          | »                 |
| Linea Sennichimae | Linea Sennichimae | Linea Sennichimae |
| ----------------- | ----------------- | ----------------- |
| Capolinea         | Locale            | Tamagawa          |